# Pixie Bob

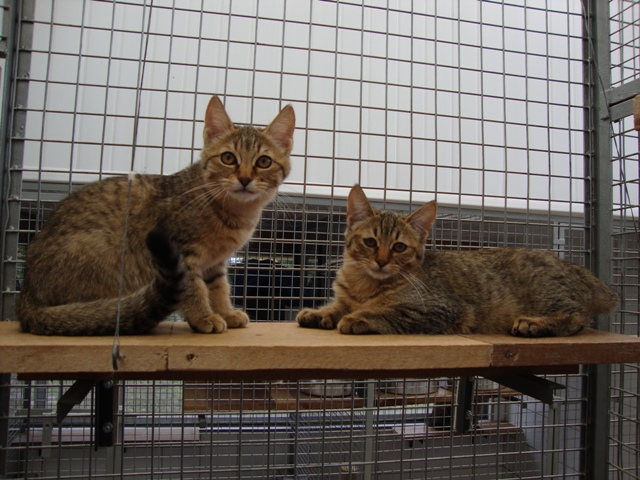
Pixie Bobs

Pixie Bob es una raza de gato doméstico que se dice que es la descendencia del lince híbrido que se produce de forma natural.
La personalidad de la raza es completamente hogareña; es un gato que prefiere una vida de casa pacífica y estable. Se los ha comparado  a un perro fiel y parece que prefieren ser el único gato de la casa, para llevar el mando.

## Características físicas
El peso promedio es de 5 kg (11 libras). Los machos generalmente son más grandes que las hembras. El gato doméstico promedio pesa alrededor de 4 kg (8 lb). Los Pixie-bob crecen durante cuatro años en lugar de un año como la mayoría de los gatos domésticos. La mayoría de los Pixie-bob tienen pelaje negro y piel en la parte inferior de las patas, orejas puntiagudas, pelo grueso en la oreja, labios negros y pelo blanco alrededor de los ojos. Sus barbillas tienen pelaje blanco, pero a menudo tienen piel negra debajo del pelaje blanco. Algunos de sus bigotes cambian de negro (raíz - alrededor del 25%) a blanco (a la punta - alrededor del 75% del bigote). La cabeza es en forma de pera. La cabeza se considera la característica más importante.

## Salud
Como la raza se cruza con frecuencia con los "gatos legendarios", los Pixie-bobs son genéticamente diversos y no son propensos a los problemas causados por la endogamia.
Algunas enfermedades genéticas raras incluyen lo siguiente:
- Criptorquidia: solo se han registrado algunos casos desde la concepción de esta raza en la década de 1980.
- Distocia e hiperplasia endometrial quística: un porcentaje muy pequeño de Pixie-bobs sufren problemas de parto y se eliminan de la reproducción.
- Miocardiopatía hipertrófica (MCH): desde la aparición de la raza Pixie-bob en la década de 1980, solo se han informado algunos casos. En algunos de esos casos, Pixie-bob se cruzó con otras razas de gatos, como Bengala y Maine Coon. En la mayoría de los casos, la HCM ocurrió espontáneamente. HCM es hereditario en al menos el 50% de las ocurrencias que requieren pantallas de ultrasonido anuales para confirmar la salud continua de los gatos.